# 울주군의 국회의원
본 문서는 울주군의 국회의원 목록에 대해 다룬다. 구제 실시 전의 경남 울산시(1962년 ~ 1985년)의 경우 해당 시기 울주군과 같은 선거구에 포함되어 있었으므로 본 문서에서는 해당 시기 경남 울산시의 국회의원 목록도 함께 다룬다.

## 행정구역 변천
- 1945년 8월 15일 경상남도 울산군 (2읍 14면)
- 1946년 1월 1일 울산읍에서 대현면 환원
- 1962년 6월 1일 울산읍·방어진읍·대현면·하상면·농소면 일부(화봉리·송정리)·범서면 일부(다운리·무거리)·청량면 일부(두왕리)에 울산시 설치, 울산군은 울주군으로 개칭
- 1963년 1월 1일 서생면을 동래군에 편입
- 1983년 2월 15일 양산군 서생면 환원
- 1985년 7월 15일 울산시 중구·남구 설치
- 1989년 4월 1일 삼남면에서 삼동면 분리 설치
- 1997년 7월 15일 농소읍·강동면을 북구에 편입, 울산광역시 울주군

## 울주군의 역대 국회의원 일람
| 대수         | 이름           | 소속정당   | 임기                               | 선거구역                                                                         |  |
| ------------ | -------------- | ---------- | ---------------------------------- | -------------------------------------------------------------------------------- |  |
| 제1대        | 최봉식(崔奉植) | 무소속     | 1948년 5월 31일 ~ 1950년 5월 30일  | 울산군 갑: 울산읍 방어진읍 하상면 온산면 서생면 청랑면 대현면                    |  |
| 제1대        | 김수선(金壽善) | 무소속     | 1948년 5월 31일 ~ 1950년 5월 30일  | 울산군 을: 농소면 강동면 온양면 웅촌면 범서면 두동면 두서면 언양면 상북면 삼남면 |  |
| 제2대        | 오위영(吳緯泳) | 무소속     | 1950년 5월 31일 ~ 1954년 5월 30일  | 울산군 갑: 울산읍 웅촌면 범서면 두동면 두서면 언양면 상북면 삼남면               |  |
| 제2대        | 김택천(金澤天) | 무소속     | 1950년 5월 31일 ~ 1954년 5월 30일  | 울산군 을: 방어진읍 하상면 농소면 강동면 하현면 온산면 서생면 온양면 청량면      |  |
| 제3대        | 김수선(金壽善) | 무소속     | 1954년 5월 31일 ~ 1958년 5월 30일  | 울산군 갑: 울산읍 웅촌면 범서면 두동면 두서면 언양면 상북면 삼남면               |  |
| 제3대        | 정해영(鄭海永) | 자유당     | 1954년 5월 31일 ~ 1958년 5월 30일  | 울산군 을: 방어진읍 하상면 농소면 강동면 하현면 온산면 서생면 온양면 청량면      |  |
| 제4대        | 안덕기(安德基) | 자유당     | 1958년 5월 31일 ~ 1960년 7월 28일  | 울산군 갑: 울산읍 웅촌면 범서면 두동면 두서면 언양면 상북면 삼남면               |  |
| 제4대        | 김성탁(金成鐸) | 자유당     | 1958년 5월 31일 ~ 1960년 7월 28일  | 울산군 을: 방어진읍 하상면 농소면 강동면 대현면 온산면 서생면 온양면 청량면      |  |
| 제5대 민의원 | 최영근(崔泳謹) | 민주당     | 1960년 7월 29일 ~ 1961년 5월 16일  | 울산군 갑: 울산읍 웅촌면 범서면 두동면 두서면 언양면 상북면 삼남면               |  |
| 제5대 민의원 | 정해영(鄭海永) | 무소속     | 1960년 7월 29일 ~ 1961년 5월 16일  | 울산군 을: 방어진읍 하상면 농소면 강동면 대현면 온산면 서생면 온양면 청량면      |  |
| 제6대        | 최영근(崔泳謹) | 민주당     | 1963년 12월 17일 ~ 1967년 6월 30일 | 울산시·울주군 일원                                                               |  |
| 제7대        | 설두하(薛枓厦) | 민주공화당 | 1967년 7월 1일 ~ 1971년 6월 30일   | 울산시·울주군 일원                                                               |  |
| 제8대        | 최형우(崔炯佑) | 신민당     | 1971년 7월 1일 ~ 1972년 10월 17일  | 울산시·울주군 일원                                                               |  |
| 제9대        | 김원규(金元圭) | 민주공화당 | 1973년 3월 12일 ~ 1979년 3월 11일  | 울산시·울주군·동래군 일원                                                        |  |
| 제9대        | 최형우(崔炯佑) | 신민당     | 1973년 3월 12일 ~ 1979년 3월 11일  | 울산시·울주군·동래군 일원                                                        |  |
| 제10대       | 이후락(李厚洛) | 무소속     | 1979년 3월 12일 ~ 1980년 7월 4일   | 울산시·울주군 일원                                                               |  |
| 제10대       | 최형우(崔炯佑) | 신민당     | 1979년 3월 12일 ~ 1980년 8월 27일  | 울산시·울주군 일원                                                               |  |
| 제11대       | 이규정(李圭正) | 민주농민당 | 1981년 4월 11일 ~ 1985년 4월 10일  | 울산시·울주군 일원                                                               |  |
| 제11대       | 고원준(高源駿) | 민주정의당 | 1981년 4월 11일 ~ 1985년 4월 10일  | 울산시·울주군 일원                                                               |  |
| 제12대       | 김태호(金泰鎬) | 민주정의당 | 1985년 4월 11일 ~ 1988년 5월 29일  | 울산시·울주군 일원                                                               |  |
| 제12대       | 심완구(沈完求) | 민주한국당 | 1985년 4월 11일 ~ 1988년 5월 29일  | 울산시·울주군 일원                                                               |  |
| 제13대       | 박진구(朴進球) | 민주정의당 | 1988년 5월 30일 ~ 1992년 5월 29일  | 울주군 일원                                                                      |  |
| 제14대       | 김채겸(金埰謙) | 민주자유당 | 1992년 5월 30일 ~ 1996년 5월 29일  | 울산군 일원                                                                      |  |
| 제15대       | 권기술(權琪述) | 통합민주당 | 1996년 5월 30일 ~ 2000년 5월 29일  | 울산시 울주군 일원                                                               |  |
| 제16대       | 권기술(權琪述) | 한나라당   | 2000년 5월 30일 ~ 2004년 5월 29일  | 울주군 일원                                                                      |  |
| 제17대       | 강길부(姜吉夫) | 열린우리당 | 2004년 5월 30일 ~ 2008년 5월 29일  | 울주군 일원                                                                      |  |
| 제18대       | 강길부(姜吉夫) | 무소속     | 2008년 5월 30일 ~ 2012년 5월 29일  | 울주군 일원                                                                      |  |
| 제19대       | 강길부(姜吉夫) | 새누리당   | 2012년 5월 30일 ~ 2016년 5월 29일  | 울주군 일원                                                                      |  |
| 제20대       | 강길부(姜吉夫) | 무소속     | 2016년 5월 30일 ~ 2020년 5월 29일  | 울주군 일원                                                                      |  |
| 제21대       | 서범수(徐範洙) | 미래통합당 | 2020년 5월 30일 ~ 2024년 5월 29일  | 울주군 일원                                                                      |  |
| 제22대       | 서범수(徐範洙) | 국민의힘   | 2024년 5월 30일 ~                  | 울주군 일원                                                                      |  |

## 같이 보기
- 울산 중구의 국회의원
- 울산 남구의 국회의원
- 울산 동구의 국회의원
- 울산 북구의 국회의원
- 울주군 (1988년 선거구)
- 울주군 (2000년 선거구)